# 1978 au Maroc
Chronologie du Maroc
- 1974
- 1975
- 1976
- 1977
- 1978
- 1979
- 1980
- 1981
- 1982

Cet article présente les faits marquants de l'année 1978 au Maroc ou relatifs au Maroc.

## Événements
- Décret n°78-1252 du 19 décembre 1978 portant publication de l'accord entre le Gouvernement de la République française et le Gouvernement du Royaume du Maroc relatif au régime de sécurité sociale des marins, complémentaire à la convention générale de sécurité sociale du 9 juillet 1965, ensemble un échange de lettres, signé à Paris le 7 mai 1976[1].

## Sports
- La Coupe du Maroc de football 1977-1978, Coupe du Trône, est la vingt-deuxième édition de la compétition.
- La Coupe du Maroc de football 1978-1979, Coupe du Trône, est la vingt-troisième édition de la compétition. Le Wydad Athletic Club remporte la coupe au détriment du Chabab Mohammédia sur le score de 2-1 au cours d'une finale jouée dans le stade Mohammed V à Casablanca. Le Wydad Athletic Club remporte ainsi cette compétition pour la troisième fois de son histoire.

## Culture
- Alyam, Alyam (اليـام اليـام) est un film marocain réalisé par Ahmed El Maânouni.